# وارتوهی یریتسیان
وارتوهی یریتسیان (ارمنی: Վարդուհի Երիցյան; فرانسوی: Varduhi Yeritsyan‎؛ زادهٔ ۱۹۸۱) نوازنده پیانو اهل ارمنستان-فرانسه است. وی از سال میلادی تا کنون فعالیت می‌کند.

## زندگی‌نامه
در ۱۹۸۱ در ایروان در یک خانواده موسیقیدان به دنیا آمد. پدر و مادرش هر دو نوازنده پیانو هستند.  وی در کنسرواتوار دولتی کومیتاس ایروان ثبت نام نمود و چندین سال زیرنظر میخائیل ووسکارسنسکی و ویکتور مرژانوف آموزش دید. در سال ۲۰۰۲ وی به فرانسه نقل مکان نمود و تحصیلات خویش را در کنسرواتوار پاریس زیر نظر بریژیت انگرر ادامه داد. از آن پس وی در کنسرت‌های بیشماری خصوصاً در فرانسه و در سطح اروپا اجرا داشته‌است.